# Ráday Gedeon (királyi biztos)
Rádai gróf Ráday Gedeon (Pest, 1829. július 16. – Budapest, 1901. november 29.) királyi biztos, katona.

## Élete
Ráday László gróf és Ida von Wartensleben grófnő elsőszülött fiúgyermeke. Pályafutását Pest vármegyében kezdte, majd mint fogalmazó került 1848-ban Szemere Bertalan minisztériumába. Később belépve a hadseregbe, Mészáros egyik segédtisztjeként végigharcolta a szabadságharcot. 
1864-től a főrendiház tagja, 1868-tól a belügyminisztérium tanácsosa, és még abban az évben kinevezték a Délvidék királyi biztosává, hogy ott a megingott közbiztonságot helyreállítsa, és Szegedet és vidékét a betyárok és szegénylegények garázdálkodásaitól mentesítse. 
Ráday hírhedt vizsgálóbírájával, Laucsik Mátéval, drákói módon, de eredményesen oldotta meg feladatait. Rózsa Sándor rablóbandáját szétugrasztotta, az egész alföldi rablószövetkezetet felderítette és megsemmisítette (554 bűntényt derített fel). 1871-ben lemondott pozíciójáról.

## Családja
1854. április 9-én feleségül vette bárczai Bárczay Annát, de nem tudunk gyermek születéséről.

## Külső hivatkozások
- Csapó Csaba: Életrajz és mentalitás. Ráday Gedeon elfelejtett élete